# Lista monumentelor istorice din județul Argeș - Ș

Simbol pentru monumentele istorice

Lista monumentelor istorice din județul Argeș - Ș cuprinde monumentele istorice înscrise în Patrimoniul cultural național al României și aflate în localități ce încep cu litera Ș din județul Argeș.
Lista completă este menținută și actualizată periodic de către Ministerul Culturii, Cultelor și Patrimoniului Național din România, prin intermediul Institutului Național al Patrimoniului, ultima versiune datând din 2015. Această listă cuprinde și actualizările ulterioare, realizate prin ordin al ministrului culturii.
| Cod LMI                                      | Denumire                                                  | Localitate                                | Localizare | Datare, Creatori                             | Imagine               | Erori             |
| -------------------------------------------- | --------------------------------------------------------- | ----------------------------------------- | --- | -------------------------------------------- | --------------------- | ----------------- |
| AG-I-a-A-13381 (RAN: 13409.01)               | Ansamblul curților boierești ale slugerului Mușat         | oraș Ștefănești                           | Str. Otelești, la cca. 120 m N de biserica „Tăierea Capului Sf. Ioan Botezătorul”, sub o casă țărănească 44.86335°N 24.94723°E | 1601-1700                                    | Încarcă foto \| video | Raportează eroare |
| AG-I-s-B-13380 (RAN: 18518.01)               | Așezare                                                   | sat Șerbănești; comuna Rociu              | La cca. 2 km S de satul Rociu, la 1 km S de DJ Pitești - Ștefan cel Mare                                                       | Epoca bronzului timpuriu, Cultura Glina      | Încarcă foto \| video | Raportează eroare |
| AG-I-m-A-13806.04                            | Ruinele culei lui Ioniță Brătianu                         | sat Șuici; comuna Șuici                   | Lângă biserica „Intrarea în biserică a Sf. Ioan Botezătorul”                                                                   | 1847                                         | Încarcă foto \| video | Raportează eroare |
| AG-II-a-B-13803                              | Conacul Emanuel (Nolică) Antonescu                        | oraș Ștefănești                           | Str. Coasta Câmpului, Aleea Taberei f.n. 44.87448°N 24.9124°E                                                                  | înc. sec. XX                                 |                       | Raportează eroare |
| AG-II-a-A-13805                              | Ansamblul conacului Brătianu - „Florica”                  | oraș Ștefănești                           | Str. ICHV f.n. 44.86888°N 24.92748°E                                                                                           | înc. sec. XX                                 |                       | Raportează eroare |
| AG-II-m-A-13805.01                           | Conacul Brătianu - Vila „Florica”                         | oraș Ștefănești                           | Str. ICHV f.n. 44.87728°N 24.93209°E                                                                                           | înc. sec. XX                                 |                       | Raportează eroare |
| AG-II-m-A-13805.02                           | Capela funerară „Nașterea Sf. Ioan Botezătorul”           | oraș Ștefănești                           | Str. ICHV f.n. 44.86717°N 24.9286°E                                                                                            | 1909 - 1912 André Lecomte du Noüy (arhitect) |                       | Raportează eroare |
| AG-II-m-A-13805.03                           | Clădiri - anexă, ulterior Stațiunea de Cercetări Viticole | oraș Ștefănești                           | Str. ICHV f.n. 44.86718°N 24.9264°E                                                                                            | înc. sec. XX                                 |                       | Raportează eroare |
| AG-II-m-A-13805.04                           | Anexe                                                     | oraș Ștefănești                           | Str. ICHV f.n. | înc. sec. XX                                 |                       | Raportează eroare |
| AG-II-m-A-13805.05                           | Parc                                                      | oraș Ștefănești                           | Str. ICHV f.n. | înc.sec. XX                                  | Încarcă foto \| video | Raportează eroare |
| AG-II-m-B-13804                              | Vila Donescu                                              | oraș Ștefănești                           | Str. Izvorani 18 44.88571°N 24.95462°E                                                                                         | 1915, ref. 2009                              | Încarcă foto \| video | Raportează eroare |
| AG-II-m-A-13802 (RAN: 13409.03)              | Biserica „Tăierea Capului Sf. Ioan Botezătorul”           | oraș Ștefănești                           | Str. Otelești 138 44.87529°N 24.95944°E                                                                                        | 1627                                         |                       | Raportează eroare |
| AG-II-m-B-13801                              | Biserica „Adormirea Maicii Domnului”                      | sat Șerbănești; comuna Rociu              | Str. Principală 280, în fostul sat Șerbăneștii de Jos                                                                          | 1910                                         | Încarcă foto \| video | Raportează eroare |
| AG-II-a-A-13806 (RAN: 19150.02)              | Ansamblul bisericii „Sf. Nicolae” - Șuici                 | sat Șuici; comuna Șuici                   | 398, cartier Moșteni | sec. XVIII                                   | Încarcă foto \| video | Raportează eroare |
| AG-II-m-A-13806.01                           | Biserica „Sf. Nicolae”                                    | sat Șuici; comuna Șuici                   | 398, cartier Moșteni | sec. XVIII                                   | Încarcă foto \| video | Raportează eroare |
| AG-II-m-A-13806.02 (RAN: 19150.02.02)        | Zid de incintă cu porți                                   | sat Șuici; comuna Șuici                   | 398, cartier Moșteni | sec. XVIII                                   | Încarcă foto \| video | Raportează eroare |
| AG-II-m-B-13806.03 (fost AG-II-m-B-13806.05) | Fosta clopotniță                                          | sat Șuici; comuna Șuici                   | |                                              | Încarcă foto \| video | Raportează eroare |
| AG-II-a-B-13807 (RAN: 19150.03)              | Ansamblul culei Sultănica                                 | sat Șuici; comuna Șuici                   | 400 45.2435°N 24.52971°E | sf. sec. XVIII                               |                       | Raportează eroare |
| AG-II-m-B-13807.01 (RAN: 19150.03.01)        | Cula Sultănica                                            | sat Șuici; comuna Șuici                   | 400 45.24335°N 24.52988°E | sf. sec. XVIII                               | Alte imagini          | Raportează eroare |
| AG-II-m-B-13807.02 (RAN: 19150.03.02)        | Anexe                                                     | sat Șuici; comuna Șuici                   | 400, la vest de culă | sf. sec. XVIII                               | Încarcă foto \| video | Raportează eroare |
| AG-II-m-B-13807.03 (RAN: 19150.03.03)        | Parc                                                      | sat Șuici; comuna Șuici                   | 400, în jurul culei | sf. sec. XVIII                               | Încarcă foto \| video | Raportează eroare |
| AG-III-m-B-13873                             | Monumentul comemorativ al Răscoalei din 1907              | sat Șerboeni; comuna Buzoești             | DN65A Pitești-Roșiori, lângă casa Dan Marin (nr. 455)                                                                          | a doua jum. a sec. XX                        | Încarcă foto \| video | Raportează eroare |
| AG-IV-m-A-14007 (RAN: 13409.06)              | Crucea de piatră a lui Matei Basarab                      | oraș Ștefănești                           | Calea București 1, în fața Căminului Cultural 44.86058°N 24.94386°E                                                            | 1632 - 1654                                  |                       | Raportează eroare |
| AG-IV-m-A-14008 (RAN: 13409.07)              | Cruce de piatră                                           | sat aparținător Viișoara; oraș Ștefănești | DN7 Viișoara, în dreptul proprietății cu nr. 173                                                                               | sec. XVII                                    | Încarcă foto \| video | Raportează eroare |
| AG-IV-m-A-14005 (RAN: 13409.04)              | Crucea de piatră a Logofătului Andreiaș                   | oraș Ștefănești                           | Str. Coasta Câmpului, în dreptul bl.3 44.86668°N 24.91967°E                                                                    | 1717                                         |                       | Raportează eroare |
| AG-IV-m-A-14009                              | Cruce de piatră                                           | oraș Ștefănești                           | Str. Otelești 138, în curtea bisericii „Sf. Ioan Botezătorul”                                                                  | înc. sec. XVIII                              | Încarcă foto \| video | Raportează eroare |
| AG-IV-m-A-14006                              | Crucea de piatră a Slugerului Mușat                       | oraș Ștefănești                           | Str. Otelești 138, în curtea bisericii „Sf. Ioan Botezătorul”                                                                  | 1629                                         | 150px                 | Raportează eroare |
| AG-IV-m-A-13806.03                           | Cimitirul bisericii „Sf. Nicolae” - Șuici                 | sat Șuici; comuna Șuici                   | 398 | sec. XVIII                                   | Încarcă foto \| video | Raportează eroare |
| AG-IV-m-B-14010                              | Mormântul lui Constantin Miculescu                        | sat Șuici; comuna Șuici                   | Lângă biserica „Sf. Nicolae” - Moșteni                                                                                         | sec. XIX                                     | Încarcă foto \| video | Raportează eroare |
| AG-IV-m-A-14011                              | Cruce de piatră                                           | sat Șuici; comuna Șuici                   | În incinta bisericii „Sf. Nicolae” - Moșteni                                                                                   | 1737                                         | Încarcă foto \| video | Raportează eroare |